# ね〜ね〜
『ね〜ね〜』は主婦と生活社が発行する幼児向けの雑誌。

## 概説
ね〜ね〜は主に幼児向けの雑誌。創刊は1995年7月15日で隔月15日発行。この年各社が創刊した童話雑誌の一つ。絵ではなく写真を使った童話も掲載し、創刊号は20万部を売り上げた。
2025年以降は季刊発売（2月、5月、8月、11月）になった。

## 主な登場キャラクター
- コニーちゃん
- こげぱん
- リラックマ
- すみっコぐらし
- まめゴマ
- シナモロール
- いーすとけん
- ばなにゃ
- ぐでたま
- カピバラさん
- こぎみゅん